# 塞尼卡卡斯爾 (紐約州)
塞尼卡卡斯爾（英語：Seneca Castle）是位於美國紐約州安大略縣的非建制地區。

## 歷史
塞尼卡卡斯爾的郵局自1829年營運至今。

## 地理
塞尼卡卡斯爾所處的海拔為高於海平面232米（即761英呎），而該地所採用的時區為UTC-5，即北美东部时区（EST）。同時該地設有夏令時間，為UTC-5調快一小時，即UTC-4（EDT）。